# Naissance en 1343
Naissance
- 1339
- 1340
- 1341
- 1342
- 1343
- 1344
- 1345
- 1346
- 1347

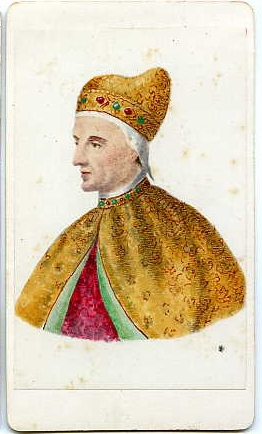
Tommaso Mocenigo, né en 1343.

Cette page dresse une liste de personnalités nées au cours de l'année 1343  :
- 24 juin : Jeanne de France, princesse royale, reine consort de Navarre.
- 19 décembre : Guillaume Ier de Misnie, margrave de Misnie.

- Démétrios Cantacuzène, despote de Morée.
- Chōkei,  98e empereur du Japon.
- Giovanni Conversini, grammairien, philosophe et historien italien, également juriste et homme d'État.
- Rodolphe III de Bade-Sausenberg, margarve de Bade-Sausenberg.
- Helvis de Brunswick-Grubenhagen, reine de Chypre.
- Charles III de Naples, roi de Naples, roi de Jérusalem, roi de Sicile (sous le nom de Charles III), roi de Dalmatie, de Croatie, de Rascie, de Serbie, de Galicie, de Lodomérie, de Cumanie, de Bulgarie et brièvement roi de Hongrie (sous le nom de Charles II), comte de Provence, de Forcalquier et de Piémont.
- Renaud VI de Pons, seigneur de Ravel.
- Michele di Lando, personnage politique florentin.
- Tommaso Mocenigo, 64e doge de Venise.
- Thadominbya, fondateur du royaume d'Ava, qui réunifie la Haute-Birmanie.
- Ambrogio Visconti, condottiere italien.

## Crédit d'auteurs
- Cet article est partiellement ou en totalité issu de l'article intitulé « 1343 » (voir la liste des auteurs).